# 上海震旦职业学院
上海震旦职业学院，法人名称为上海震旦职业学院有限公司，是一所由上海震旦教育发展基金会举办的非营利性民办高等职业院校，校总部位于上海市宝山区市一路88号、美兰湖校区位于宝山区月罗公路2106号。

## 学院设置
- 经济管理学院
- 智能工程学院
- 教育学院
- 东方电影学院
- 国际交流学院
- 思政部
- 五年一贯制
- 体育艺术教育中心
- 基础部
- 继续教育学院
- 音乐舞蹈中心

## 國際交流
- 美國錫耶納赫茲大學[3]

## 相关事件
2021年12月14日，上海震旦职业学院东方电影学院教师宋庚一在课堂上发表南京大屠杀死难“30万人是没有数据支持的”“中国人要反思对日战争”等言论，被学生录像并上传至中国内地网络平台，引发舆论争议和内地官媒批评，同月16日，该教师被开除。此事引发了宋庚一支持者对视频拍摄者“下唐寰化”的人肉网暴，但网暴者却反被集体人肉；下场辱骂质疑宋氏言论的学生的网暴者中，疑似有展江、喻国明、冯玮、姜学钧等知名学者，以及中国大陆多地军政商界要人。
事件發生後，多个中華人民共和國工商信息查询网站上，上海震旦职业学院状态显示已注销。不過該校一名工作人员向瀟湘晨報記者表示，学校并未注销，只是由上海震旦职业学院改名为上海震旦职业学院有限公司。